# Peter Burmeister

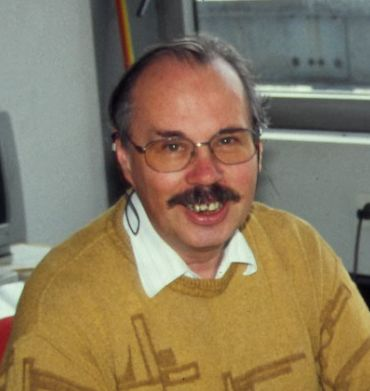
Peter Burmeister, 1996

Peter Burmeister (* 16. Juli 1941 in Berlin; † 20. Januar 2019 in Reinheim) war ein deutscher Mathematiker und Professor am Fachbereich Mathematik der Technischen Universität Darmstadt.

## Wissenschaftliche Laufbahn
Peter Burmeister studierte Mathematik an der Freien Universität Berlin mit einem Austauschjahr an der Uni Münster. 1966 wurde er an der Rheinischen Friedrich-Wilhelms-Universität in Bonn von Jürgen Schmidt promoviert mit der Dissertation Über die Mächtigkeiten und Unabhängigkeitsgrade der Basen freier Algebren. 1971 wurde er von Wolfram Schwabhäuser an der Universität Bonn habilitiert mit der Arbeit Primitive Klassen partieller Algebren. Im selben Jahr wurde er als Mathematikprofessor an die TU Darmstadt berufen. Im Jahr 2004 wurde er pensioniert.

## Wirken
Peter Burmeisters Forschungsinteresse galt der Allgemeinen Algebra, insbesondere den Partiellen Algebren. Darüber hinaus interessierte er sich auch für Ordnungs- und Verbandstheorie, Formale Begriffsanalyse und Begriffliche Wissensverarbeitung, Grundlagen der Geometrie und in der Diskreten Mathematik vor allem für Graphentheorie.
Seine nach eigenen Angaben wichtigste Veröffentlichung ist A model theoretic oriented approach to partial algebras mit mehr als 500 Seiten.
Zusammen mit Rudolf Wille arbeitete er in der Arbeitsgruppe Allgemeine Algebra und der Forschungsgruppe Begriffsanalyse. Er war Gründungsmitglied des Ernst-Schröder-Zentrums für begriffliche Wissensverarbeitung e.V. und gehörte dessen Vorstand an.
Aufbauend auf dem von Bernhard Ganter entwickelten Algorithmus zur Berechnung eines Begriffsverbandes entwickelte Peter Burmeister die Software ConImp (Contexts & Implications). Damit können formale Kontexte editiert und evaluiert werden, insbesondere durch die Berechnung der kanonischen Basis und durch die Merkmalexploration – auch bei unvollständigem Wissen. Dabei sind Erkenntnisse eingeflossen, die von Burmeisters Doktorand Richard Holzer in seiner Dissertation Methoden der formalen Begriffsanalyse bei der Behandlung unvollständigen Wissens erarbeitet wurden.